# Маринони (Бергамо)
Маринони је насеље у Италији у округу Бергамо, региону Ломбардија.
Према процени из 2011. у насељу је живело 114 становника. Насеље се налази на надморској висини од 773 м.